# Lontra longicaudis
La lontra neotropicale (Lontra longicaudis (Olfers, 1818)) è un mustelide appartenente al genere delle lontre del Nuovo Mondo. È diffusa nell'America centrale e meridionale.

## Descrizione
La lontra neotropicale presenta una lunghezza testa-tronco di 36-66 cm, una lunghezza della coda di 37-84 cm e un peso corporeo di 5-15 kg. I maschi adulti sono il 20-25% più grandi delle femmine. La pelliccia è di colore marrone scuro, la gola e il collo sono grigi. La testa è relativamente grande e larga. I piedi sono palmati.

## Distribuzione e habitat
L'areale della lontra neotropicale copre gran parte dell'America centrale e dell'America meridionale tropicale. È quasi interamente assente nella regione andina. Preferisce i corsi d'acqua veloci nelle foreste tropicali e nelle aree forestali secche. Evita le acque molto torbide e fangose.

## Tassonomia
Ne vengono riconosciute le seguenti sottospecie:
- L. l. longicaudis (Olfers, 1818), la sottospecie nominale, diffusa in Argentina, Bolivia, Ecuador, Brasile meridionale, Paraguay, Perù e Uruguay;
- L. l. annectens (Major, 1897), diffusa in Belize, Colombia, Costa Rica, Ecuador, El Salvador, Guatemala, Honduras, Messico, Panama, Nicaragua e Venezuela;
- L. l. enudris (Major, 1897), diffusa nel Brasile nord-orientale, in Guyana e a Trinidad.

## Biologia
Le lontre neotropicali sono prevalerntemente diurne. Nelle zone caratterizzate da alti livelli di attività umana, a volte sono attive di notte. Durante il periodo di attività, queste eccellenti nuotatrici e subacquee si trovano raramente fuori dall'acqua. Per riposare, di solito cercano rifugi sotterranei vicino all'acqua o all'erba alta. La loro dieta è costituita prevalentemente da pesce, ma si nutrono anche di crostacei, molluschi, piccoli mammiferi, uccelli, rettili e insetti. Le lontre neotropicali sono animali solitari. Fatta eccezione per i periodi dell'accoppiamento e dell'allevamento dei giovani, questi animali si vedono raramente in compagnia dei conspecifici.

### Riproduzione
La maggior parte degli accoppiamenti ha luogo in primavera, ma in molte regioni non vi sono periodi prestabiliti per l'accoppiamento. Il periodo di gestazione va da 56 a 86 giorni. Di solito nascono da due a tre, a volte da uno a cinque, piccoli ciechi ma completamente ricoperti di pelo. Questi nascono in nidi fatti di erba e foglie, sotto ceppi d'albero o grotte che la madre scava da sé nel terreno. Le femmine si prendono cura dei loro piccoli da sole. Questi aprono gli occhi dopo circa 44 giorni e iniziano a lasciare la tana dopo circa 52 giorni. Entrano in acqua per la prima volta dopo circa 74 giorni.

## Conservazione
Dal momento che la lontra neotropicale vive in regioni molto remote, lo status delle popolazioni è poco noto. La IUCN la classifica come «specie prossima alla minaccia» (Near Threatened). La più grande minaccia è costituita probabilmente dalla caccia per la pelliccia e, più in generale, dall'inquinamento dell'acqua. Le lontre neotropicali vengono talvolta tenute in cattività e addestrate per cacciare i pesci.